# Nicolette Mout
Marianne Elisabeth Henriette Nicolette Mout (Wassenaar, 31 mei 1945) is een Nederlandse dichter en emeritus hoogleraar geschiedenis.

## Biografie
Mout debuteerde met gedichten in 1965 bij de uitgeverij Athenaeum - Polak & Van Gennep. Ze studeerde af in 1968 in geschiedenis aan de Universiteit van Amsterdam en aan de Karelsuniversiteit Praag. In 1969 werkte ze mee aan de feestbundel, aangeboden aan prof. dr. J. Presser bij zijn afscheid als hoogleraar aan de Universiteit van Amsterdam; in 1971 werkte ze mee aan de uitgave Gesprekken met Jacques Presser. In 1970 publiceerde ze een boekje over Comenius en Amsterdam. In 1975 promoveerde ze aan de Rijksuniversiteit Leiden op Bohemen en de Nederlanden in de zestiende eeuw. In 1979 en 2006 verzorgde ze een uitgave van het Plakkaat van Verlatinge 1581. In 1982 werkte ze mee aan de bundel Rudolf II and his court, opstellen over de ontwikkeling van kunst en cultuur gedurende de regeringsperiode van de Habsburgse keizer Rudolf II (1552-1612). In 1985 zat ze in de redactie van de feestbundel Bestuurders en geleerden. Opstellen over onderwerpen uit de Nederlandse geschiedenis van de zestiende, zeventiende en achttiende eeuw, aangeboden aan Prof. Dr. J.J. Woltjer bij zijn afscheid als hoogleraar van de Rijksuniversiteit te Leiden.
In 1994 werkte ze mee aan Herinneringen aan een halve eeuw 'Historische Kring' te Leiden, 1942-1992 en in 1996 aan Historici in de politiek, een bundel over politici die ook historicus waren. In 1998 zat ze in de redactie van de bundel Met de Franse slag. Opstellen voor H.L. Wesseling. In 2002 verwerkte ze een interview van Jos Palm met Ivo Schöffer in het boekje Je moet ook een beetje durven. Ivo Schöffer over zichzelf, de oorlog en de geschiedenis, een bundel die verscheen bij de 80e verjaardag van de historicus. In 2002 was ze ook medewerker aan Van Muller tot Wesseling. Honderdnegentien jaar algemene geschiedenis in Leiden. In 2004 hield ze de Willem van Oranjelezing te Delft onder de titel Kerk en staat in de zestiende eeuw. In 2012 sprak ze de Rede uitgesproken bij de onthulling van de gedenksteen voor Joseph Scaliger op Breestraat 113 te Leiden uit. Daarnaast werkte ze mee aan talloze bundels en schreef ze tientallen artikelen.
Mout leverde enkele artikelen aan voor het Biografisch Woordenboek van Nederland: Rein Blijstra, Louis Davids, Nico Donkersloot en Jacques Presser.
Mout werkte vanaf 1976 als docent te Leiden, waar ze in 1990 werd benoemd tot bijzonder hoogleraar Midden-Europese studies met bijzondere aandacht voor Oostenrijk, op een leerstoel vanwege de Stichting Oostenrijkse Studiën. Vanaf 1994 combineerde ze die functie met een ordinariaat in de algemene geschiedenis van de Nieuwe Tijd. Sinds 1988 is ze lid van de Koninklijke Nederlandse Akademie van Wetenschappen.
Prof. dr. M.E.H.N. Mout ging in 2010 met emeritaat; ter gelegenheid daarvan schilderde Sylvia Willink haar portret voor het Academiegebouw (Leiden).

### Privé
Mout is een dochter van advocaat en Deken van de Orde van Advocaten bij de Hoge Raad der Nederlanden mr. Arie Mout (1900-1978) en Maria Helena van Tooren (1901-1992). Haar partner was de germanist prof. dr. Peter Felix Ganz (1920-2006), hoogleraar aan de Universiteit van Oxford.